# Вараздат
Варазда́т (грабар Վարազդատ) — царь Великой Армении в 374—378 годах. 
По одной из версий, он не являлся представителем рода Аршакидов, но называл себя Аршакидом, потому что римский император Валент убедил его в этом. А сам Валент просто воспользовался тем, что Вараздат сам не знал, из какого он рода. По нескольким армянским источникам, он был сыном Аноба — брата царя Папа. Валент после убийства Папа назначил Вараздата царём Армении. 
Армянские историографы описывают Вараздата как сильного человека, победившего на Олимпийских играх семь лет спустя после смещения с трона (291-е игры Олимпиад древней Греции, 385 год нашей эры). Таким образом, Вараздат — один из последних олимпийских чемпионов античных Олимпиад и один из немногих иноземцев (не-эллинов), ставших олимпиониками. 

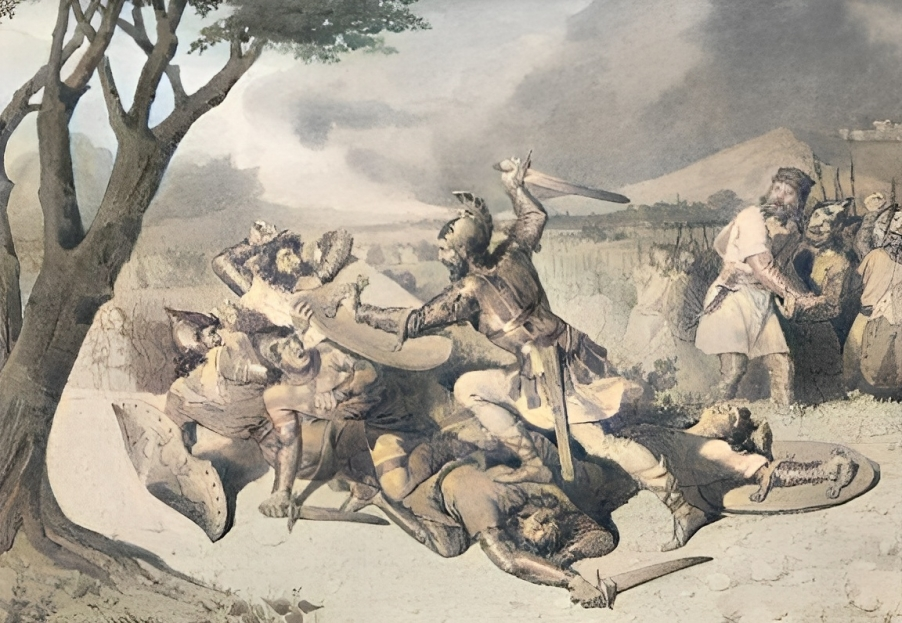
Вараздат сражается с пятью ломбардскими солдатами

Однако в то же время он был очень наивным и неопытным в государственных делах, марионеткой в руках римлян. В период его правления Мушег Мамиконян разработал план по улучшению состояния Армении, в котором опирался на Рим. Но герцог Прокоп, прибывший с Вараздатом как его советник, подговорил царя обвинить Мушега в измене и убить. Вараздат так и поступает: по его приказу Мушега убивают во время пира (точно так же, как царя Папа). Кроме того, Вараздат активно продвигал арианство.

Убийство Мушега Мамиконяна во время пира по приказу царя Вараздата

Из-за Вараздата в ходе римско-персидских переговоров начинает обсуждаться новое решение армянской проблемы — разделение государства между Римом и Персией. Армения была разделена в 387 году.
Другой представитель рода Мамиконянов Манвел организовал бунт против Вараздата. Он добился того, что Вараздат бежал из страны к римскому императору Феодосию. Римляне задержали царя и отправили в ссылку на остров Тулис, где он прожил до конца жизни.